# Italië op het Eurovisiesongfestival 1956
Italië deed mee aan het Eurovisiesongfestival 1956. Tonina Torrielli en Franca Raimondi zongen er elk één liedje.

## Festival van San Remo 1956
De Italiaanse openbare omroep RAI koos de twee artiesten via het Festival van San Remo. Tonina Torrielli en Franca Raimondi waren de gelukkigen. Zij mochten Italië vertegenwoordigen op het eerste Eurovisiesongfestival in Lugano, Zwitserland.

## In Lugano
Alleen de winnaar werd bekendgemaakt. Op welke plaats de twee Italiaanse liedjes zijn geëindigd, is dus niet bekend.
1956 · 1957 · 1958 · 1959 · 1960 · 1961 · 1962 · 1963 · 1964 · 1965 · 1966 · 1967 · 1968 · 1969 · 1970 · 1971 · 1972 · 1973 · 1974 · 1975 · 1976 · 1977 · 1978 · 1979 · 1980 · 1981-1982 · 1983 · 1984 · 1985 · 1986 · 1987 · 1988 · 1989 · 1990 · 1991 · 1992 · 1993 · 1994-1996 · 1997 · 1998-2010 · 2011 · 2012 · 2013 · 2014 · 2015 · 2016 · 2017 · 2018 · 2019 · 2020 · 2021 · 2022 · 2023 · 2024 · 2025
België · Frankrijk · Italië · Luxemburg · Nederland · West-Duitsland · Zwitserland